# Никодим (Быстрицкий)
Епи́скоп Никоди́м (в миру Никола́й Андре́евич Быстри́цкий; 1786, Воскресенское, Ковровский уезд, Владимирская губерния, Российская империя — 30 декабря 1839  [11 января 1840], Орёл) — епископ Русской православной церкви, епископ Орловский и Севский (1828—1839).

## Биография
Родился в селе Воскресенском Ковровского уезда Владимирской губернии в семье священника Андрея Фёдорова.
Обучался в Суздальской (Владимирской) духовной семинарии латинскому языку, арифметике, географии, истории, поэзии, риторике, философии и богословию, языкам греческому, французскому, еврейскому.
По окончании образования 21 сентября 1808 года определен учителем в Переславское духовное училище в класс инфимы.
3 января 1811 года переведён в Суздальское духовное училище учителем синтаксимы и грамматики, преподавал и греческий язык.
19 декабря 1814 года пострижен в монашество с именем Никодим. 3 января 1815 года рукоположён во иеродиакона, 5 января — во иеромонаха.
С 21 января 1816 года — строитель Переславль-Залесского Николаевского монастыря.
С 25 декабря 1820 года — игумен Муромского Благовещенского монастыря.
16 февраля 1825 года возведён в сан архимандрита Боголюбского Рождество-Богородицкого монастыря.
С 23 декабря 1827 года — настоятель Московского Златоустова монастыря.
16 июня 1828 года переведён настоятелем Московского Богоявленского монастыря.
15 июля 1828 году рукоположён в епископа Орловского. Отличался подвижнической жизнью, но вместе неумолимой строгостью к подчиненным, всегда держал себя, будучи архиереем, сурово и сдержанно, так что никто никогда не видел у него улыбки. Он всячески противился «духу времени», чем вызывал раздражение у «просвещённых» людей.
Скончался 30 декабря 1839 года в Орле и погребён в Успенском монастыре.

## В литературе
Упоминается Лесковым в рассказе «Несмертельный Голован»:
Архиерей Никодим был злой человек, отличившийся к концу своей земной карьеры тем, что, желая иметь еще одну кавалерию, он из угодливости сдал в солдаты очень много духовных, между которыми были и единственные сыновья у отцов и даже сами семейные дьячки и пономари.
«Несмертельный Голован», Николай Семёнович Лесков